# Чайка Варвара Пилипівна
Варва́ра Пили́півна Ча́йка (справжнє прізвище — Рубашка; 17 грудня 1897, с. Перекіп, нині Валківського району Харківської області — 27 червня 1976, Пуща-Водиця) — українська акторка театру і кіно, заслужена артистка Української РСР.

## Життєпис
Народилася 17 грудня 1897 року у селі Перекіп на Харківщині в родині хліборобів. Три сестри — Меланія, Ганна, Варвара — мали прекрасні голоси, чудово співали.
Закінчила Перекопську церковно-парафіяльну школу. Далі було навчання в студії при харківському театрі «Муссурі», Харківському музично-драматичному інституті. Учениця Івана Юхименка. У 1930-х роках виступала у театрах Харкова і Херсона.
З 1939 року — акторка Київського українського драматичного театру ім. Івана Франка. Під час війни, з 1941 по 1943 роки жила у Перекопі. Чоловік — Ісаак Георгійович Рапопорт (театральний адміністратор) — розстріляний у Бабиному Яру. З 1945 знову працює у театрі ім. Івана Франка.
Знімалася у кіно, удостоєна звання заслуженої артистки УРСР.
Після смерті чоловіка жила самотньо, дітей не мала. Літню акторку доглядала її племінниця — донька брата Василя — вчителька Лариса Василівна Тихонова, яка проживає в селі Шишаки на Полтавщині, та сестра Ганна Пилипівна Соколова. 
Померла під Києвом, у Пущі Водиці 27 червня 1976 року.

### Родина
В родині до театру, окрім Варвари Чайки, дотичні сестри Меланія та Ганна. Меланія Дехта-Лісова (нар. 1911) — заслужена артистка УРСР (1960). Спогади про своїх рідних тіток залишила вчителька Лариса Василівна Тихонова. Племінниця Наталія Дехта (нар. 1951) — акторка Сумського театру ім. Михайла Щепкіна. Соколова Ганна Пилипівна була акторкою Київського театру ім. І. Франка.

## Театральні роботи
- «Шельменко-денщик» Г. Квітки-Основ’яненка (аматорський гурток на Харківщині)[1]
- 1920 — «За двома зайцями» Михайла Старицького (Харків) — Химка (грала разом із Панасом Саксаганським — Голохвостим)[1]
- «Затоплений дзвін» Ґергарта Гауптмана (Харківська драматична студія) — Відьма[1]

Київський український драматичний театр ім. Івана Франка
- «Ой, не ходи, Грицю, та й на вечорниці…» Михайла Старицького; реж. Гнат Юра — Вустя Шураіха[1]
- «В степах України»
- «Украдене щастя»
- «Мартин Боруля» Івана Карпенка-Карого
- «Сто тисяч»
- «Свіччинє весілля»

Аудіовистава
- 1962 — «Мартин Боруля» Івана Карпенка-Карого — «Театр перед мікрофоном». Ролі виконували: Гнат Юра, Варвара Чайка, Ольга Кусенко, Сергій Олексієнко, Валентина Святенко, Олексій Омельчук, Микола Панасьєв, Семен Лихогоденко, Ігор Мурашко.

## Фільмографія
- 1939 — «Сорочинський ярмарок» — Хивря (перший український кольоровий фільм)
- 1946 — «Центр нападу» — епізод
- 1952 — «В степах України» (фільм-спектакль) — Параска, дружина Галушки
- 1952 — «Украдене щастя» (фільм-спектакль) — сусідка перша
- 1953 — «Мартин Боруля» (фільм-спектакль) — Палажка
- 1953 — «Доля Марини» — Ївга Степанівна Деркач
- 1956 — «Кривавий світанок» — баба
- 1956 — «Павло Корчагін» — тітка на станції
- 1956 — «Суєта» (фільм-спектакль) — Тетяна
- 1957 — «Гори, моя зоре» — дружина шахтаря
- 1957 — «Штепсель одружує Тарапуньку» — матір Галі
- 1958 — «Перший парубок» — мати Одарки
- 1958 — «Сто тисяч» (фільм-спектакль) — Параська
- 1962 — «Свіччинє весілля» (фільм-спектакль) —  епізод
- 1962 — «Серед добрих людей» — Мотря, тітка Роми
- 1965 — «Немає невідомих солдатів» — санітарка
- 1967 — «Ця тверда земля» — гостя

## Дослідження біографії
Відомостей про життя відомої акторки вкрай мало. Досліджував біографію Варвари Чайки Іван Лисенко, опублікував коротку статтю про неї у Валківській енциклопедії. Він же передав Валківському краєзнавчому музею унікальну світлину про приїзд Чайки на свою малу батьківщину, у село Перекіп.
Збором інформації про життя і творчість Варвари Чайки займається письменник і журналіст Олег Вергеліс: «я почав збирати крихти матеріалів про одну легендарну актрису франківської трупи. До речі, саме читачі мене і попросили зробити текст про актрису, інформації про яку дуже мало, а вона колись була улюбленою партнеркою Гната Юри, Дмитра Мілютенка, Юрія Шумського. Це актриса Варвара Пилипівна Чайка. Загугліть її їм'я та прізвище — й одразу згадаєте це виразне народне обличчя з українських кінокартин та фільмів-вистав 1950-х років». Основну інформацію вдалося почерпнути у спілкуванні із Тетяною Дмитрівною Болгарською, близькою родичкою актриси, знаменитим українським театральным педагогом.